# Клан тиші
Клан Тиші — львівський музичний колектив 1992—1994 років, в якому грав кістяк майбутнього «Океана Ельзи».

## Загальні відомості
1992 року колишні однокласники, а на той час студенти, Андрій Голяк (вокал) і Павло Гудімов (гітара), однокурсник Андрія Денис Глінін (ударні) та молодший брат їхньої однокласниці Віки Хусточки Юрій (бас-гітара) створили гурт «Клан тиші».
Жоден учасник гурту не мав музичної освіти. Гудімов, на той час першокурсник, згодом закінчив Львівський лісотехнічний університет за спеціальністю «садово-паркове господарство», Глінін — Львівський політехнічний університет (економіст-енергетик), Хусточка, на той час школяр, згодом закінчив Львівський торгово-економічний інститут («фінанси та кредит»). Голяк закінчив Львівський політехнічний університет.
Гурт виступав у палацах культури рідного Львова у жанрі депресивного артроку. Після двох років виступів вокаліст Андрій Голяк одружується і покидає гурт.
Влітку 1994 року до колективу приєднується 19-річний студент-фізик Святослав Вакарчук. З осені репетиції гурту стали регулярними і 12 жовтня 1994 року на базі «Клану тиші» було створено новий гурт — «Океан Ельзи».
Андрій Голяк згодом організував артроковий проєкт «Окрема Територія», а потім — гурт «Rock-Feller$».
Також він написав книгу «Ничего кроме настоящего», у якій в художній формі висвітлив своє бачення історії «Клану тиші».

## Склад гурту
- Андрій Голяк, вокал
- Денис Глінін, ударні
- Павло Гудімов, гітара
- Юрій Хусточка, бас-гітара

## Пісні[5]
- Я заблудился в небе
- Улетаю
- Виниловые грезы
- Глоток Свободы
- Мечтать
- Friday 13 (Elsa I Love You)